# Kapelle Endebruch (Kirchhoven)
Koordinaten: 51° 4′ 19″ N, 6° 4′ 50″ O
Die Kapelle Endebruch befindet sich im Ortsteil Kirchhoven der nordrhein-westfälischen Kreisstadt Heinsberg.

## Lage
Die Kapelle steht im Ortsteil Kirchhoven-Endebruch am Endebrucher Weg. Sie ist der Mutter Gottes geweiht. Die Kapelle wird auch als Prozessionskapelle genutzt.

## Geschichte
Endebruch war ursprünglich ein zur Bürgermeisterei Kirchhoven zugehöriges Dorf. Die Kapelle im heute nicht mehr selbstständigen Dorf entstand 1958, finanziert über Spenden, und in Eigenleistung der Dorfbewohner. Den Bauplatz stiftete Maria Theberath. Am 17. März 1958 war der erste Spatenstich, zwei Tage später bereits die Grundsteinlegung. Der Entwurf und die Bauleitung lagen in der Hand des Architekten Gerhard Hanrath. Am 1. Juni 1958 wurde die Kapelle durch Pfarrer Görtz geweiht. Im Jahr 1999 wurde die Kapelle renoviert.

## Architektur
Bei dem Gebäude handelt es sich um einen freistehenden Backsteinbau mit einer spitzbogigen Öffnung. Das Satteldach ist über dem Eingangsbereich leicht vorgezogen und fällt zur Rückwand hin leicht ab. Die Kapelle ist über zwei Steinstufen zu betreten. Der Innenraum ist mit einer weißen Holzvertäfelung verkleidet.

## Ausstattung
- In der Kapelle stehen ein Altar, ein Kruzifix und eine Marienfigur.
- Die Kapelle wird durch ein schmiedeeisernes Gitter abgeschlossen.

## Galerie

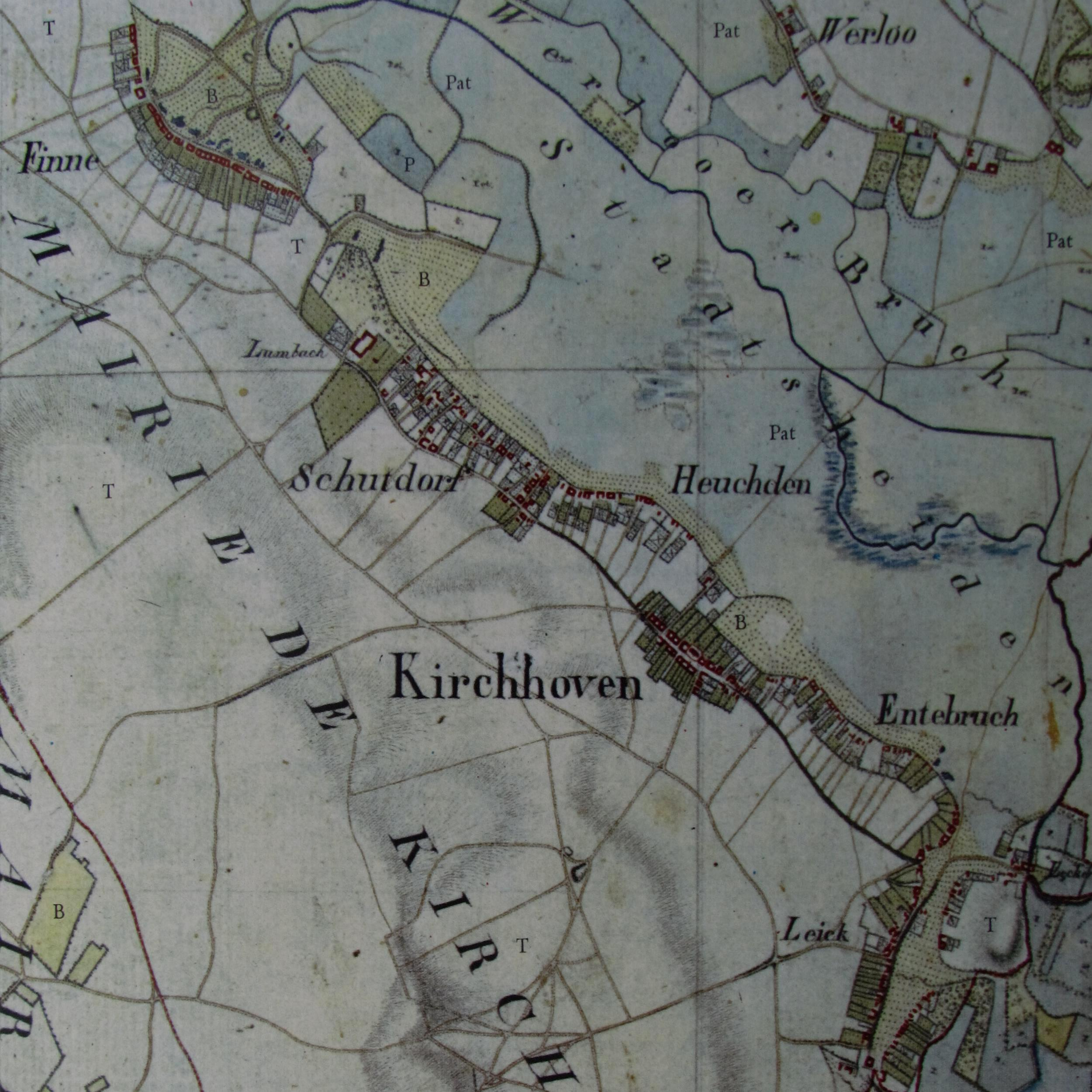
Tranchotkarte 1803–1820
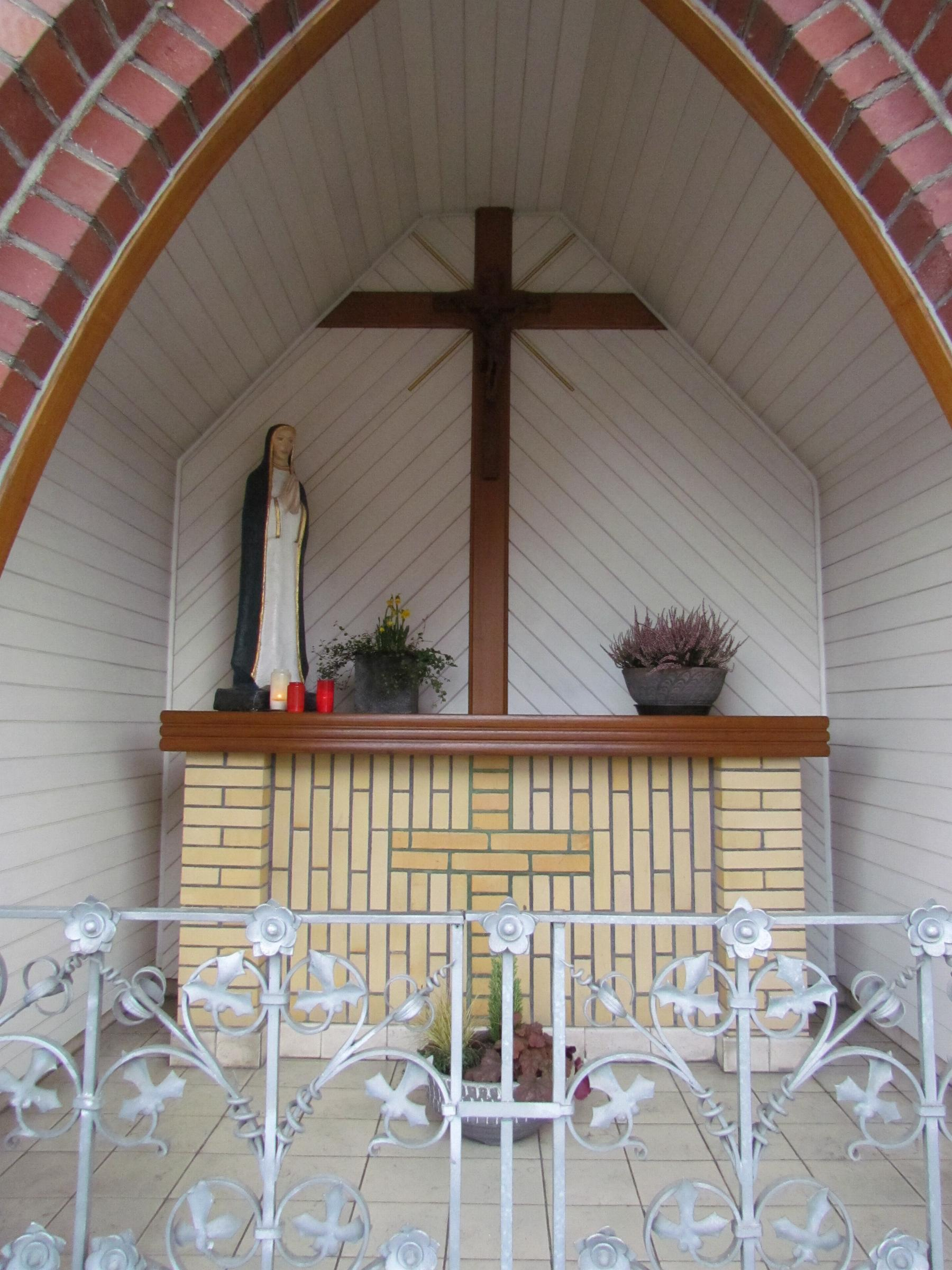
Innenansicht
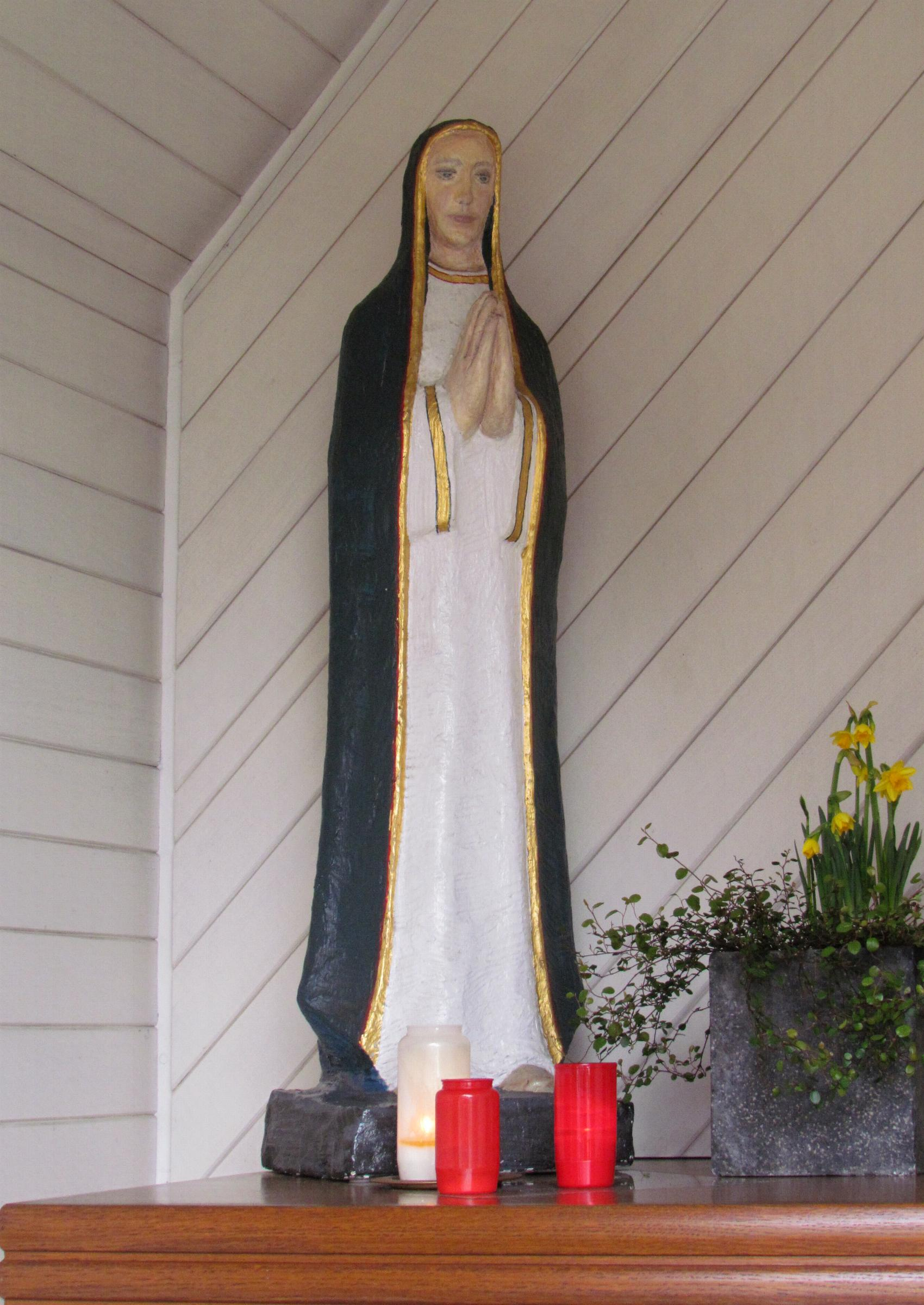
Marienfigur
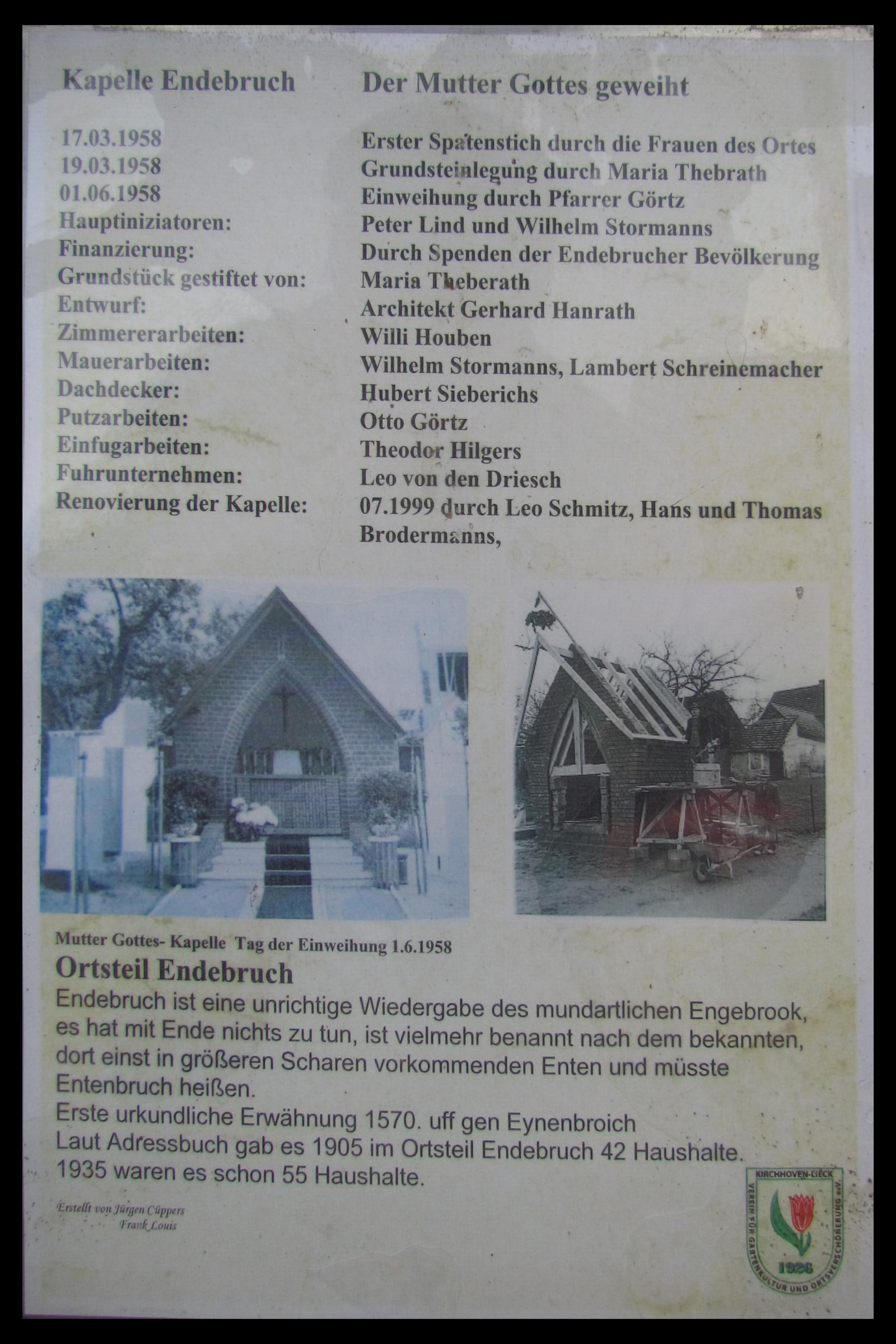
Infotafel
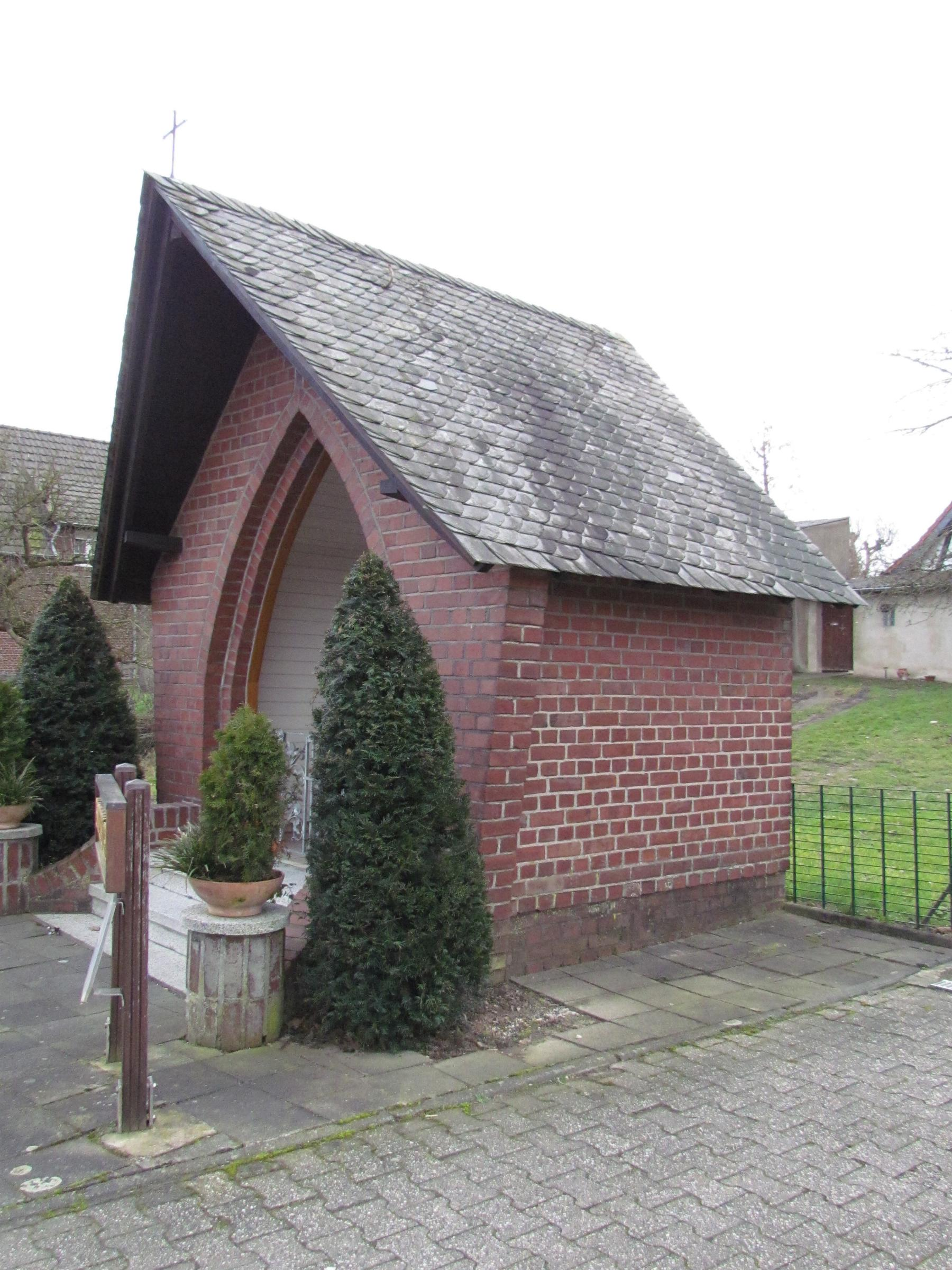
Seitenansicht